# Rio Sartang
O rio Sartang em russo:  Сартанг) é um rio da Sibéria oriental, que nasce na cordilheira Verkhoyansk. A confluência dos rios Sartang e Dulgalakh forma o rio Yana.

## Geografia
O rio Sartang nasce no lago Siskjuel, na vertente setentrional da cordilheira Verkhoyansk. Percorre um estreito vale através da meseta do Yana, seguindo na direção nor-noroeste. A confluência dos rios Sartang e Dulgalakh forma o rio Yana. O Sartang congela durante mais de metade do ano, em geral de outubro a maio.
A bacia do Sartang é sobretudo composta de taiga.